# Monolog
Der Monolog (griechisch μόνος mónos, deutsch ‚allein‘, und griechisch λόγιον lógion, deutsch ‚[Aus-]Spruch‘, siehe -log; lateinisch Soliloquium) ist im Gegensatz zum Dialog ein Selbstgespräch und findet vor allem im Drama Verwendung. Er richtet sich nicht direkt an einen Zuhörer, sondern an eine imaginäre Person. Faktisch ist das Publikum Adressat des Monologisierenden. Eine Sonderform des Monologs ist der Innere Monolog in der Erzählprosa.
Der Ausdruck Monolog bezeichnet auch eine Rede, die so formuliert ist, als sei sie nicht an einen Zuhörer oder Gesprächspartner gerichtet.
Oftmals wird damit nicht das alltägliche Selbstgespräch bezeichnet, sondern der bewusste Einsatz des alleinigen Redens, in der Kunst, vor allem im Theater und in der Literatur, zusammen mit Gesten. Dort dient der Monolog häufig dazu, Gedanken und seelische Vorgänge einer Person hörbar oder lesbar nach außen zu tragen und damit für Zuschauer oder Leser deutlich werden zu lassen.
In vielen Theaterstücken bilden Monologe einen dramatischen Höhepunkt oder bezeichnen einen Wendepunkt der Handlung. Ein bekanntes Beispiel dafür ist der Hamlet-Monolog von Shakespeare.
Im Englischen, Französischen und anderen Sprachen wird in der Literaturwissenschaft noch eine wichtige Sonderform des Monologs unterschieden. Diese Sonderform wird als (englisch) Soliloquy bezeichnet und erlaubt im Drama – im Gegensatz zum Monolog – keine Zuhörer. In gewisser Weise handelt es sich um ein meist dramatisches Selbstgespräch.

## Literarische Werke
Literarische Werke, die unter dem Titel Monolog oder in Monologform erschienen sind:
- Selbstbetrachtungen, Mark Aurel
- Soliloquien, Augustinus
- Monologen, Friedrich Schleiermacher
- Gittes Monolog, Per Højholt
- Macedonia, Werner Hammerschick
- Sibirien, Felix Mitterer
- Der Kontrabaß, Theaterstück in Form eines Monologs von Patrick Süskind
- Monolog eines Betroffenen, Erzählung von Rolf Bongs
- Portnoys Beschwerden, Roman von Philip Roth
- Molly Blooms Selbstgespräch, das letzte Kapitel des Ulysses von James Joyce

## Berühmte Monologe der Weltliteratur
- „Sein oder Nichtsein, das ist hier die Frage“, Monolog des Hamlet in Hamlet, Prinz von Dänemark von William Shakespeare

- Monolog des Doktor Faust in Faust. Eine Tragödie von Johann Wolfgang von Goethe:

Habe nun, ach! Philosophie,

Juristerei und Medizin,

und leider auch Theologie

durchaus studiert, mit heißem Bemühn.

Da steh ich nun, ich armer Tor!

Und bin so klug als wie zuvor;

heiße Magister, heiße Doktor gar

und ziehe schon an die zehen Jahr

herauf, herab und quer und krumm

meine Schüler an der Nase herum –

und sehe, daß wir nichts wissen können!

Das will mir schier das Herz verbrennen …